# Kanton Luc-en-Diois
Kanton Luc-en-Diois (fr. Canton de Luc-en-Diois) je francouzský kanton v departementu Drôme v regionu Rhône-Alpes. Skládá se ze 17 obcí.

## Obce kantonu
- Aucelon
- Barnave
- La Bâtie-des-Fonds
- Beaumont-en-Diois
- Beaurières
- Charens
- Jonchères
- Lesches-en-Diois
- Luc-en-Diois
- Miscon
- Montlaur-en-Diois
- Pennes-le-Sec
- Les Prés
- Poyols
- Recoubeau-Jansac
- Valdrôme
- Val-Maravel